# Tetramesa iphis
Tetramesa iphis is een vliesvleugelig insect uit de familie Eurytomidae. De wetenschappelijke naam is voor het eerst geldig gepubliceerd in 1846 door Walker.